# Pavel Křížkovský
Pavel Křížkovský (narozen jako Karel Křížkovský; 9. ledna 1820 Holasovice – 8. května 1885 Brno) byl český hudební skladatel, sbormistr, violista, klavírista, klarinetista, varhaník, hudební pedagog a katolický kněz. Zasloužil se o reformu církevní hudby, byl skladatelem sborových zpěvů vycházejících z lidové písně a podílel se na vzniku spolků, které byly základem kulturního života především na Moravě. Mezi jeho žáky patřil Leoš Janáček.

## Život
Pocházel z velmi chudých poměrů. Byl nemanželským synem Viktorie Křížkovské a pokřtěn byl jako Karel. V dětství vyrůstal u svých strýců Jakuba a Jana v Neplachovicích. Jeho talentu si všimli ředitel místního kůru A. Urbánek a učitel Jiří Janáček, otec hudebního skladatele Leoše Janáčka. V roce 1832 byl přijat jako zpěvák kostela sv. Ducha v Opavě a mohl tak navštěvovat lepší školu a posléze i opavské gymnázium (1834–1839). Zapsal se sice po maturitě ke studiu na Filosofické fakultě olomoucké univerzity, ale dlouho pro nedostatek finančních prostředků studovat nemohl. Na čas přijal místo učitele češtiny na škole v Jamnici, aby získal prostředky na další studium. Od roku 1843 pokračoval ve studiu filosofie a hudební teorie v Brně. Založil pěvecký sbor, se kterým účinkoval v brněnských kostelech i společenských salónech. Zároveň si přivydělával jako učitel klavíru a soukromě studoval kompozici u Gottfrieda Riegra.

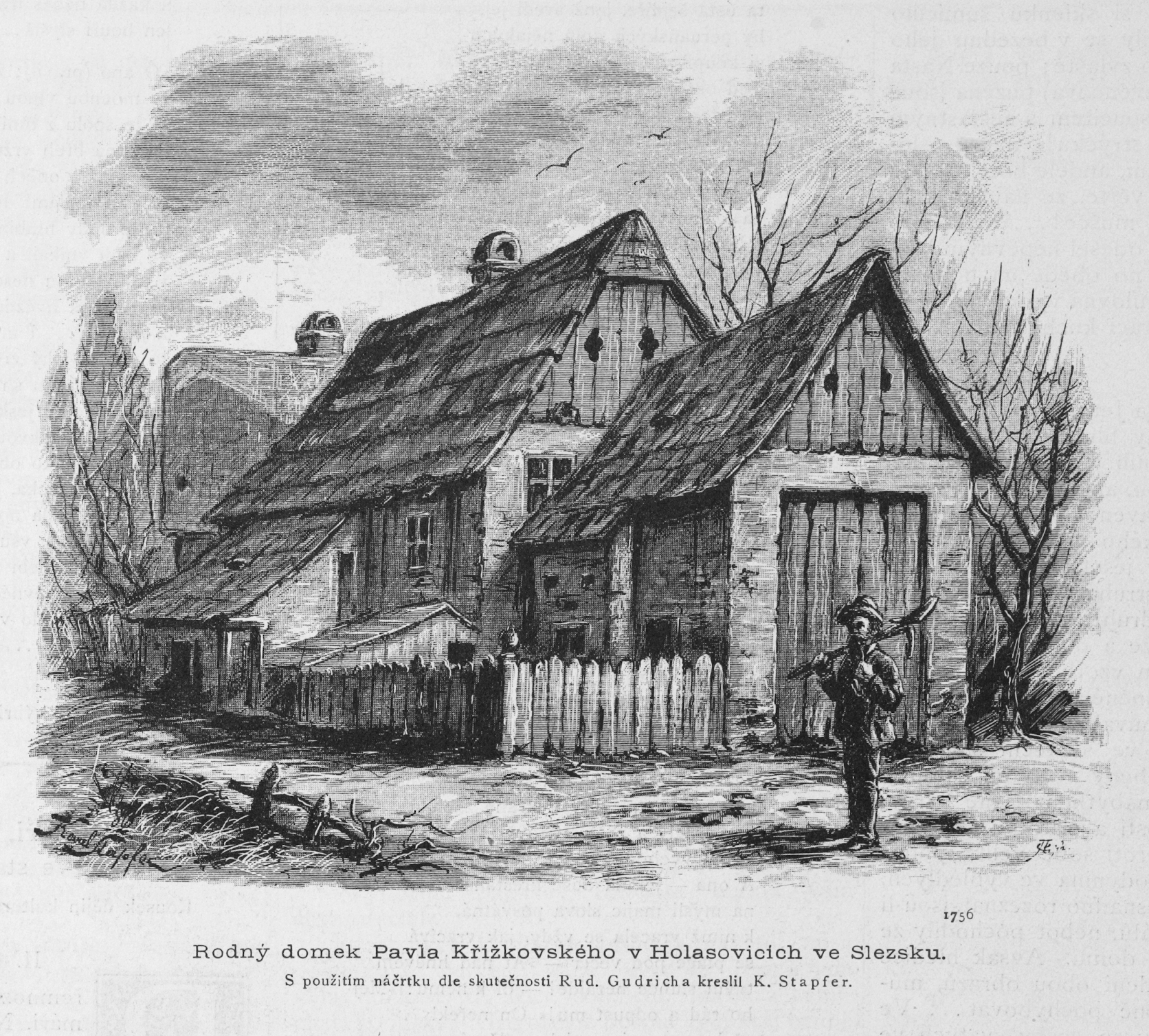
Rodný dům Pavla Křížkovského (kresba z roku 1886)

Neutěšené podmínky, ve kterých vyrůstal, způsobily, že trvale trpěl pocitem osamění, nedůvěrou ve vlastní schopnosti, nespavostí a duševními krizemi. Možná, že i to přispělo k rozhodnutí, že roku 1845 vstoupil do augustiniánského kláštera v Brně, vykonal řeholní slib a přijal řeholní jméno Pavel. Spolu s ním v klášteře pobývali jeho spolužák z gymnázia Gregor Mendel a pozdější opat kláštera Anselm Rambousek. Vysvěcen na kněze byl v roce 1848.
Při augustiniánském klášteře existovala už přes dvě století thurnovská fundace, tj. nadace pro výchovu nadaných muzikantů pro doplnění církevních potřeb. Křížkovský se stal v této starobrněnské fundaci ředitelem, kapelníkem i sbormistrem, pedagogem, teoretikem i skladatelem. V letech 1865–1869 byl jeho žákem i mladý Leoš Janáček a pod jeho řízením zpíval ve sboru. Byl kaplanem v Lískovci a učitelem náboženství na brněnské škole v Bělidlech. Ačkoliv byl kromě studia hudební teorie v hudbě prakticky samouk, stal se virtuosem ve hře na varhany a skvěle hrál na i klarinet a klavír. V letech 1854–1869 se Křížkovský aktivně zúčastňoval brněnského hudebního života. Dirigoval koncerty v brněnské Redutě, hrál na violu ve smyčcovém kvartetu, založil Mužský pěvecký sbor v Brně (1848) a Besedu brněnskou (1860). V obou tělesech působil i jako sbormistr a dirigent. 
V semináři byl jeho profesorem sběratel českých lidových písní a národní buditel František Sušil. Toto setkání mělo pro českou hudbu velký význam. Křížkovský s ním sdílel jeho nadšení pro lidovou tvorbu, která se mu stala velkým zdrojem inspirace. Nejprve jen harmonizoval Sušilovy zápisy, později začal sám komponovat čtyřhlasé mužské sbory a cappella v duchu moravských národních písní. Počátkem 60. let pak vznikla jeho díla pro pěvecký sbor Utonulá, Dar za lásku, Dívče a mnohé další. Na pozvání Bedřicha Smetany byla Utonulá, za osobního řízení Křížkovského, provedena s velkým úspěchem na koncertě v Praze 1 roku 1861. Též spolupracoval s významným vlasteneckým knězem Janem Soukopem, jemuž zhudebnil některé texty a etnografem a sběratelem Františkem Bartošem.   
Jeho životním úspěchem se stala kantáta komponovaná k Velehradským slavnostem v roce 1863, konaným na počest milénia příchodu slovanských věrozvěstů Cyrila a Metoděje na Moravu. Vedle náboženského obsahu se do díla promítly i vlastenecké myšlenky národního obrození. Kantátu přednesl sbor 940 zpěváků a zpěvaček a dvacet tisíc posluchačů uspořádalo skladateli nadšené ovace.

Všechna tato aktivita však nebyla nijak doceněna nebo spíše naopak byla vyhodnocena jako církvi nepřátelská. Německé církevní kruhy v Brně jeho úspěchu vysloveně nepřály. Vrcholu bylo dosaženo, když jej Prozatímní divadlo vyzvalo ke kompozici opery. Brněnský biskup hrabě Antonín Arnošt Schaffgotsche v roce 1863 zakázal Křížkovskému jakékoliv aktivity ve veřejném životě. Podřídil se a nadále se soustředil především na komponování církevních skladeb. Po roce 1868 se zařadil mezi nejradikálnější stoupence evropského reformního hudebního hnutí – cecilianismu. Ve snaze o povzbuzení zbožnosti věřících a očištění liturgické hudby od světských vlivů vyvíjel bohatou přednáškovou činnost při setkáních bohoslovců a představitelů reformních tendencí v Praze, Brně i na dalších místech. 

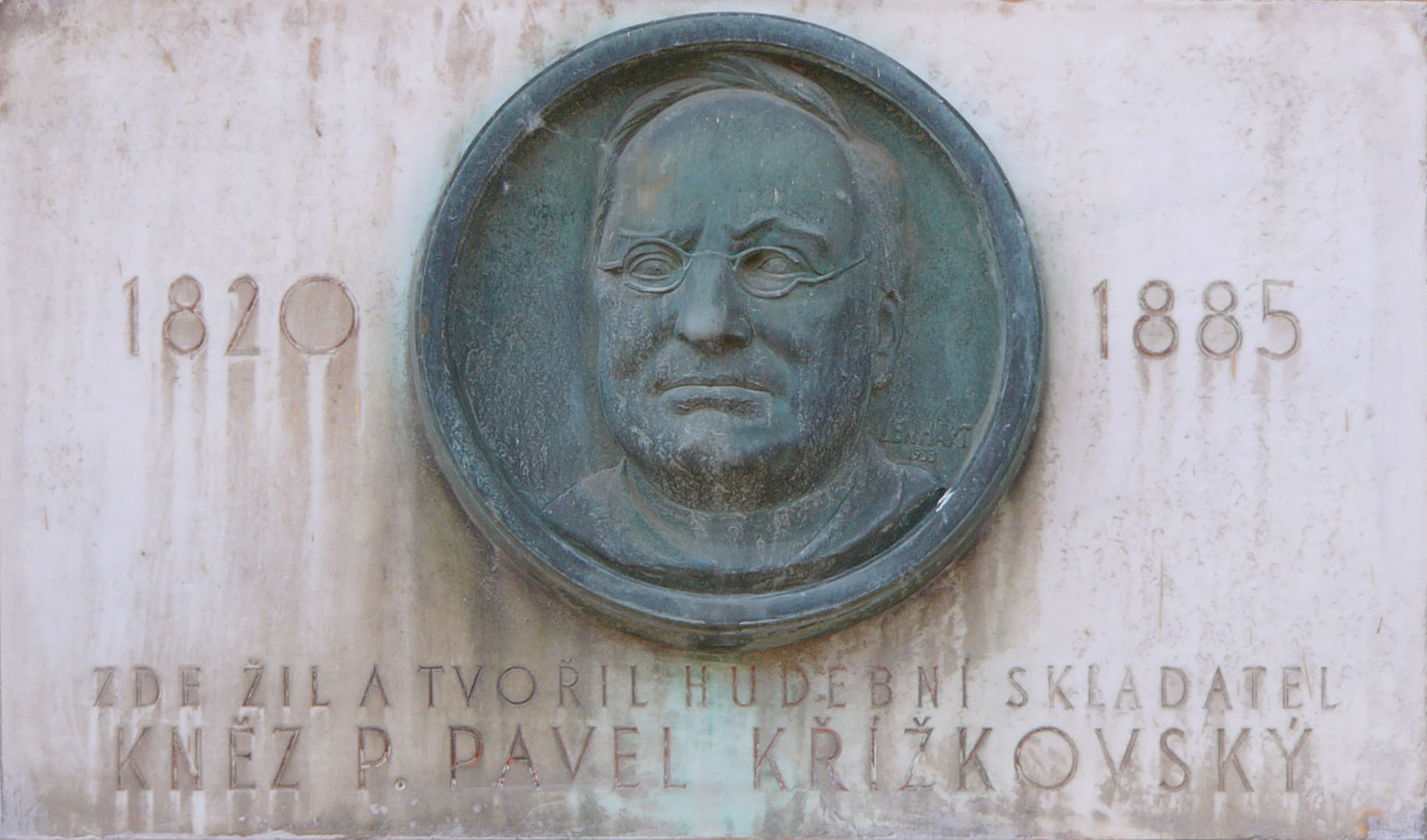
Pavel Křížkovský – pamětní deska z roku 1933 od Karla Lenharta v Křížkovského ulici v Olomouci

V roce 1872 byl z Brna prakticky odsunut do Olomouce na místo kapelníka olomouckého dómu, kde pokračoval v reformě církevní hudby. Liturgické zpěvy doprovázely jen varhany, příp. harmonium. V Olomouci vytvořil své nejuznávanější duchovní skladby: graduále Haec dies, Lauretánské litanie, Requiem a Te Deum. Olomoucká katedrála se stala zásluhou Křížkovského ohniskem českého vlasteneckého živlu. Jeho aktivitu už značně omezovaly různé choroby. I zde však našel sílu a čas na hudebně organizační aktivity ve světské hudební sféře. Spolupracoval při založení pěvecko-hudebního spolku Žerotín (1880), pro který složil sbor Vesna a skladbu Je jaro.
V roce 1883 ochrnul na půl těla po záchvatu mozkové mrtvice. Vrátil se do Starobrněnského kláštera, kde na následky nemoci 8. května 1885 zemřel. Je pochován na Ústředním hřbitově v Brně (sk. 2/83).

## Dílo

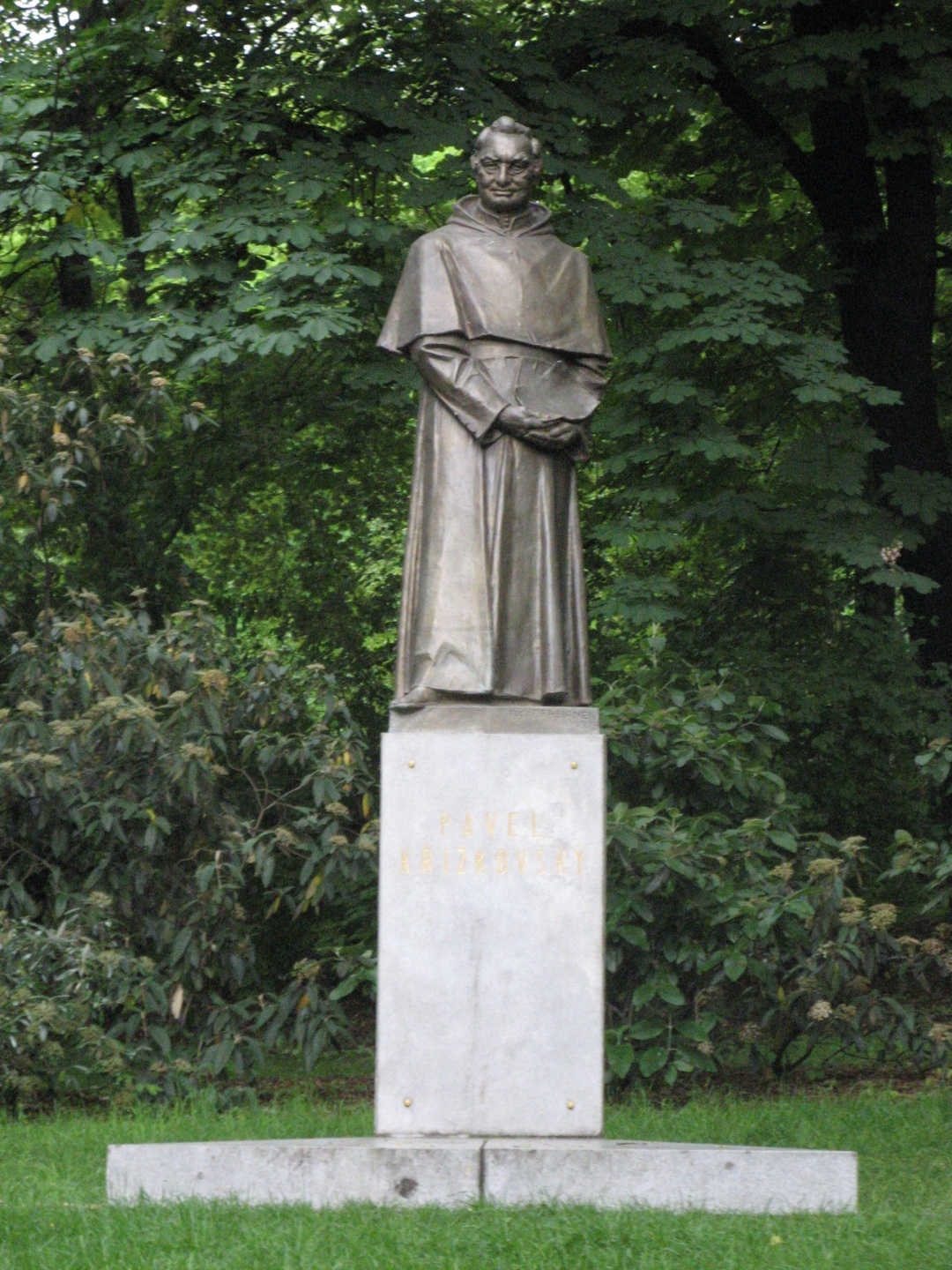
Křížkovského památník v areálu hradu Špilberk v Brně

48 církevních skladeb, z toho 5 mší, 3 Te Deum, 2 rekviem a 1 pašije Byl významným představitelem sborové tvorby. Jeho pozůstalost byla několik let po smrti rozptýlena a stala se součástí chrámových i soukromých sbírek. Mnoho skladeb se ztratilo a k řadě svých skladeb se autor sám nehlásil.

### Sbory a kantáty (výběr)
- Utonulá (1848) – vokální skladba pro mužský čtyřhlasý sbor na slova lidové písně v úpravě F.Sušila
- Dar za lásku (asi 1855) – v první verzi pro smíšený sbor, roku 1861 přepracováno pro sbor mužský
- Dívča (1860) – mužský sbor na text a nápěv moravské lidové písně
- Svatý Cyril a Metoděj (1861) – kantáta, původně Chvalozpěv, na slova Františka Sušila a nápěv moravské lidové písně, konečná verze 1861 s klavírem a žesťovou harmonií
- Zatoč se (1851, 1860)
- Žaloba (asi 1859) – pro mužský sbor na text a nápěv moravské lidové písně
- Prosba odvedeného (1862)
- Pastýř a poutníci (1865) – pro mužský sbor s basovým sborem, konečná verze s barytonovým a tenorovým sólem, na slova Františka Sušila,
- Zahrada Boží (1867) – pro mužský sbor na text a nápěv moravské lidové písně
- Výprask (1866) – pro mužský sbor na text a nápěv moravské lidové písně, přepracovaná verze s tenorovým sólem a klavírem
- Vesna (1881) – pro mužský sbor, na slova J. Křesýnského
- kantáta Hvězdy dvě z východu se berou ve svatém průvodu

### Písně (výběr)
- Písně a básně pro školy národní, na slova B. M. Kuldy, 1855,
- Kalina (1862) – s doprovodem klavíru, na text a nápěv moravské lidové písně
- Zahučaly hory (asi 1864) – na text a nápěv moravské lidové písně
- Klekání (asi 1866) – s doprovodem klavíru pro bas

### Chrámové skladby (výběr)
- Ejhle, oltář Hospodinův září (1863–1884) – původně Ejhle, svatý Velehrad už září, píseň na text J. Soukupa
- Offertorium plurimum martyrum (1873) – pro smíšený osmihlasý sbor
- Te Deum (1875)
- Litanie Lauretanae (1875–1880)
- Requiem (1878)
- Haec dies (1878) – pro dvojsbor smíšených hlasů
- Pašije (1880)

## Památka

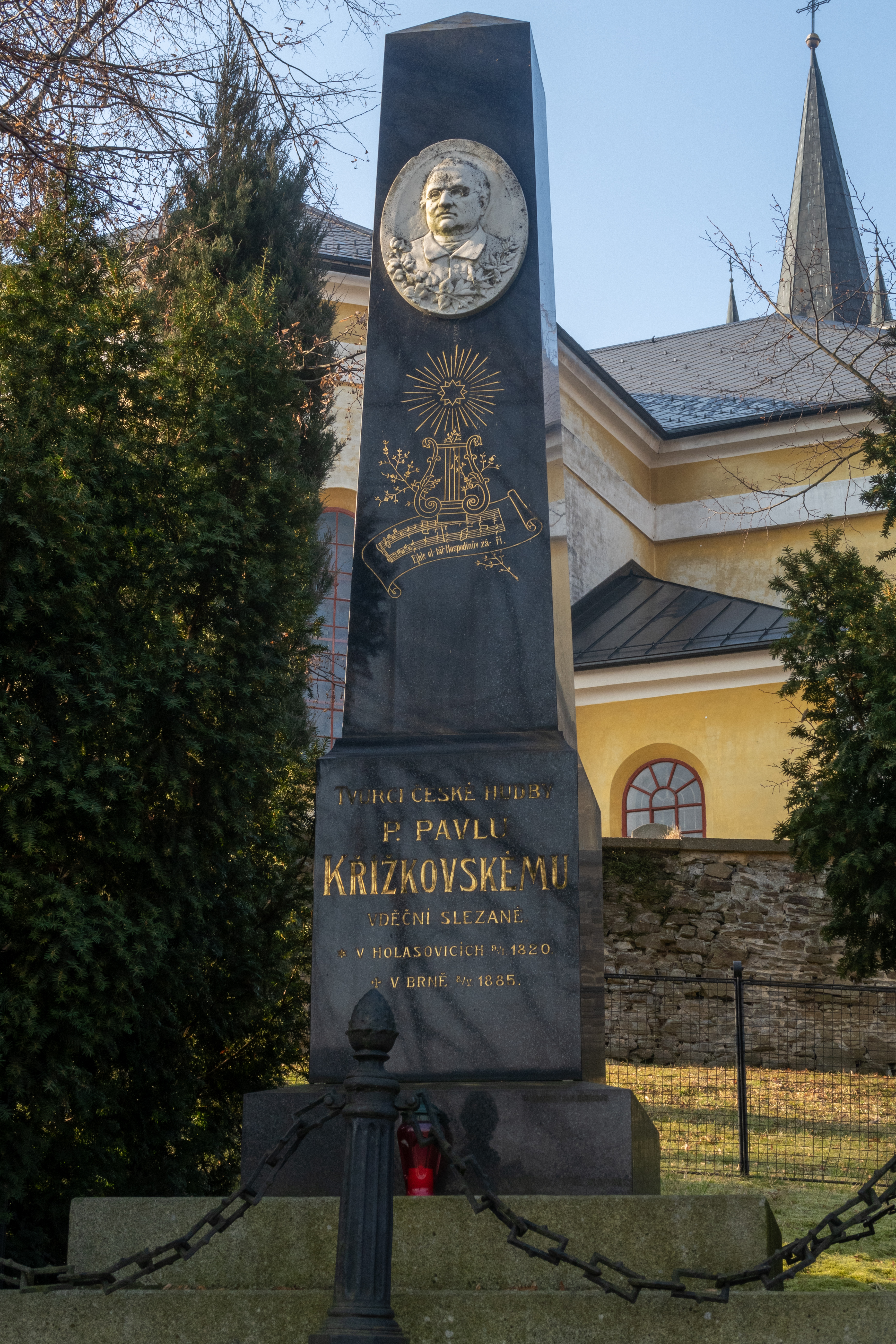
pomník v Neplachovicích

- pamětní deska z roku 1920 na budově místní knihovny v Holasovicích[8];
- pamětní deska od Otakara Španiela na Mendlově náměstí 1/2 v části Staré Brno z roku 1920(?)[9];
- pomník instalovaný v roce 1926 v části Brno-město vytvořil František Fabiánek[10][11];
- pamětní deska z roku 1933 od Karla Lenharta v Křížkovského ulici v Olomouci;
- pomník u hřbitova v Neplachovicích vytvořený v roce 1910 firmou V. Semeráka u hřbitova[12]
- Gymnázium P. Křížkovského v Brně;
- Základní umělecká škola Pavla Křížkovského v Brně;
- ulice Pavla Křížkovského v Mokrých Lazcích a v Trutnově;
- ulice Křížkovského v Berouně, Brně, Břeclavi, Frýdku-Místku, Hradci Králové, Hranicích, Klimkovicích, Kroměříži, Kuřimi, Liberci, Lipníku nad Bečvou, Olomouci, Ostravě, Praze, Prostějově, Šternberku, Teplicích, Třebíči, Třešťi, ve Valašském Meziříčí, Varnsdorfu, Velké Bystřici a v Zábřehu;
- ulice Křižkovského v Blansku, Jeseníku a Krnově;
- ulice Křížkovského sady v Opavě;
- Křížkovského nám. v Novém Jičíně;
- Křížkovského vyhlídka v Prachovských skalách.